# Thamnium micro-alopecurum
Thamnium micro-alopecurum là một loài rêu trong họ Neckeraceae. Loài này được Kindb. mô tả khoa học đầu tiên năm 1895.